# Villő Kormos
Gyongyver Villő Kormos (* 2. August 1988 in Budapest) ist eine ungarische Wasserspringerin. Sie startet sowohl im Kunstspringen vom 1-m- und 3-m-Brett als auch im 10-m-Turmspringen und im Synchronspringen und tritt für den Verein Budapesti Vasutas Sport Club an.
Ihre ersten internationalen Titelkämpfe bestritt Kormos bei der Europameisterschaft 2004 in Madrid. Dort wurde sie mit Nóra Barta im 3-m-Synchronspringen Siebte, im Einzel vom 1-m-Brett schied sie nach dem Vorkampf aus. In Athen nahm sie im gleichen Jahr erstmals an den Olympischen Spielen teil, erreichte dort vom 3-m-Brett jedoch nur den 32. und vorletzten Platz im Vorkampf. Erfolgreicher verlief die Europameisterschaft 2006, die in ihrer Heimatstadt ausgetragen wurde. Mit Barta verpasste sie als Vierte im 3-m-Synchronspringen eine Medaille nur knapp, im Einzel vom 3-m-Brett erreichte sie erstmals ein Finale und belegte Rang zwölf. Im folgenden Jahr nahm Kormos in Melbourne erstmals an einer Weltmeisterschaft teil, schied dort jedoch in beiden Einzel- und im Synchronwettbewerb jeweils nach dem Vorkampf aus. Kormos bestritt in Peking im Jahr 2008 ihre zweiten Olympischen Spiele und erreichte vom 3-m-Brett im Vorkampf Rang 24.
Kormos startet seit 2009 auch im Turmspringen. Ihre besten Ergebnisse erreichte sie mit Zsófia Reisinger im 10-m-Synchronspringen. Das Duo belegte bei der Europameisterschaft 2010 in Budapest, 2011 in Turin und 2012 in Eindhoven jeweils Rang sechs.